# TEN1
TEN1 (англ. TEN1, CST complex subunit) – білок, який кодується однойменним геном, розташованим у людей на довгому плечі 17-ї хромосоми. Довжина поліпептидного ланцюга білка становить 123 амінокислот, а молекулярна маса — 13 856.
| 10         |  | 20         |  | 30         |  | 40         |  | 50         |
| ---------- |  | ---------- |  | ---------- |  | ---------- |  | ---------- |
| MMLPKPGTYY |  | LPWEVSAGQV |  | PDGSTLRTFG |  | RLCLYDMIQS |  | RVTLMAQHGS |
| DQHQVLVCTK |  | LVEPFHAQVG |  | SLYIVLGELQ |  | HQQDRGSVVK |  | ARVLTCVEGM |
| NLPLLEQAIR |  | EQRLYKQERG |  | GSQ        |  |            |  |            |

A: Аланін

C: Цистеїн

D: Аспарагінова кислота

E: Глутамінова кислота

F: Фенілаланін

G: Гліцин

H: Гістидин

I: Ізолейцин

K: Лізин

L: Лейцин

M: Метіонін

N: Аспарагін

P: Пролін

Q: Глутамін

R: Аргінін

S: Серин

T: Треонін

V: Валін

W: Триптофан

Білок має сайт для зв'язування з ДНК. 
Локалізований у ядрі, хромосомах.